# 日向市駅
日向市駅（ひゅうがしえき）は、宮崎県日向市上町にある、九州旅客鉄道（JR九州）日豊本線の駅である。事務管コードは▲920559。
日向市の代表駅で、全列車が停車する。

## 歴史

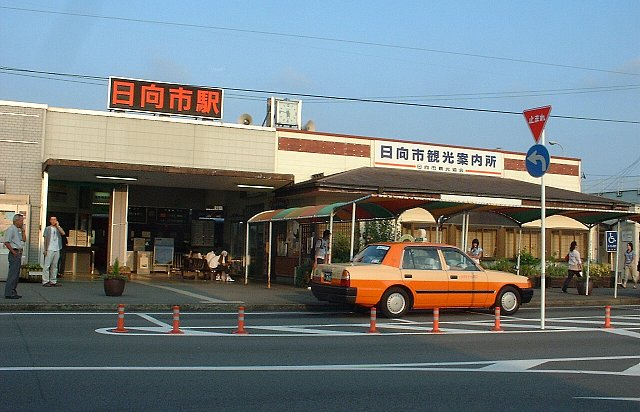
旧駅舎（現在の西口）

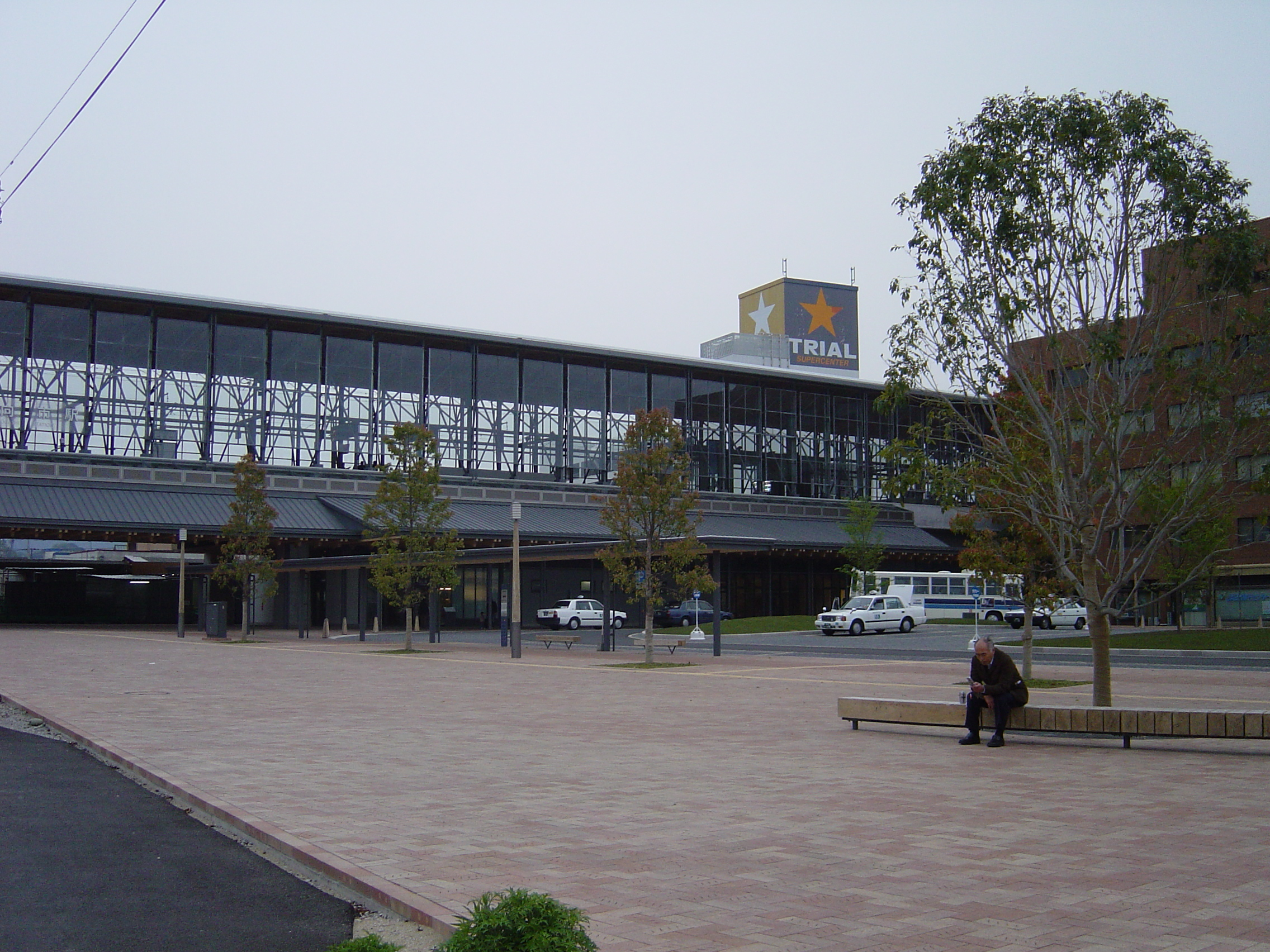
東口

- 1921年（大正10年）10月11日：宮崎本線美々津駅 - 富高駅間延伸開業、細島軽便線開業、富高駅（とみたかえき）として鉄道省が開設[1]。
- 1922年（大正11年）
  - 2月11日：富高駅 - 南延岡駅間が延伸開業。接続駅となる。
  - 9月2日：細島軽便線が細島線に線名改称。
- 1923年（大正12年）12月15日：日豊本線路線名制定により同線所属。
- 1949年（昭和24年）6月7日：昭和天皇の戦後巡幸があり、富高駅発、幸崎駅着のお召し列車が運行[8]。
- 1963年（昭和38年）5月25日：日向市駅に改称[9][10]。
- 1972年（昭和47年）
  - 2月1日：細島線が旅客営業廃止により日豊本線に編入され同線貨物支線となる。
  - 2月17日：貨物取扱廃止[11]
- 1985年（昭和60年）3月14日：荷物扱い廃止[11]。
- 1987年（昭和62年）4月1日：国鉄分割民営化により、JR九州の駅となる[11][4]。大分支社に属した。
- 1989年（平成元年）12月1日：貨物支線休止[4]。
- 1993年（平成5年）12月2日：貨物支線廃止[4]。
- 1996年（平成8年）6月1日：宮崎総合鉄道事業部発足により、大分支社から鹿児島支社に移管。
- 2002年（平成14年）11月2日：高架化工事着工[12]。
- 2006年（平成18年）12月17日：高架化[13]。
- 2007年（平成19年）7月：旧駅舎の撤去工事開始。翌月上旬に完了。
- 2008年（平成20年）9月30日：鉄道デザインの国際デザインコンペティション「ブルネル賞」で、建築部門の最優秀賞を受賞[14]。
- 2009年（平成21年）11月18日：国内の優れた建築物に授与される第50回BCS賞を受賞[15][16]。
- 2012年（平成24年）8月1日：接近メロディー使用開始[17]。
- 2014年（平成26年）5月：国土交通省の「都市景観大賞」都市空間部門の大賞を当駅周辺地区が受賞[18]。
- 2015年（平成27年）4月1日：日向市駅長廃止。業務委託化。
- 2022年（令和4年）4月1日：宮崎支社の発足により、鹿児島支社から同支社へ移管[19]。
- 2023年（令和5年）10月1日：JR九州サービスサポートによる業務委託駅から[20]、九州旅客鉄道本体による直営駅へと変更[21]。
- 2024年（令和6年）　
  - 9月3日 - 10月31日：日向坂46が宮崎市で開催する「ひなたフェス2024」に合わせ、当駅を日向坂46駅として運用された[22][23]。
  - 9月20日：盲導鈴が「ピンポン」となるタイプから鳥の鳴き声に変更される。
- 2025年（令和7年）1月28日：接近放送が九州カンノB型から九州カンノ型Cに更新。接近メロディーの音程が下がった。

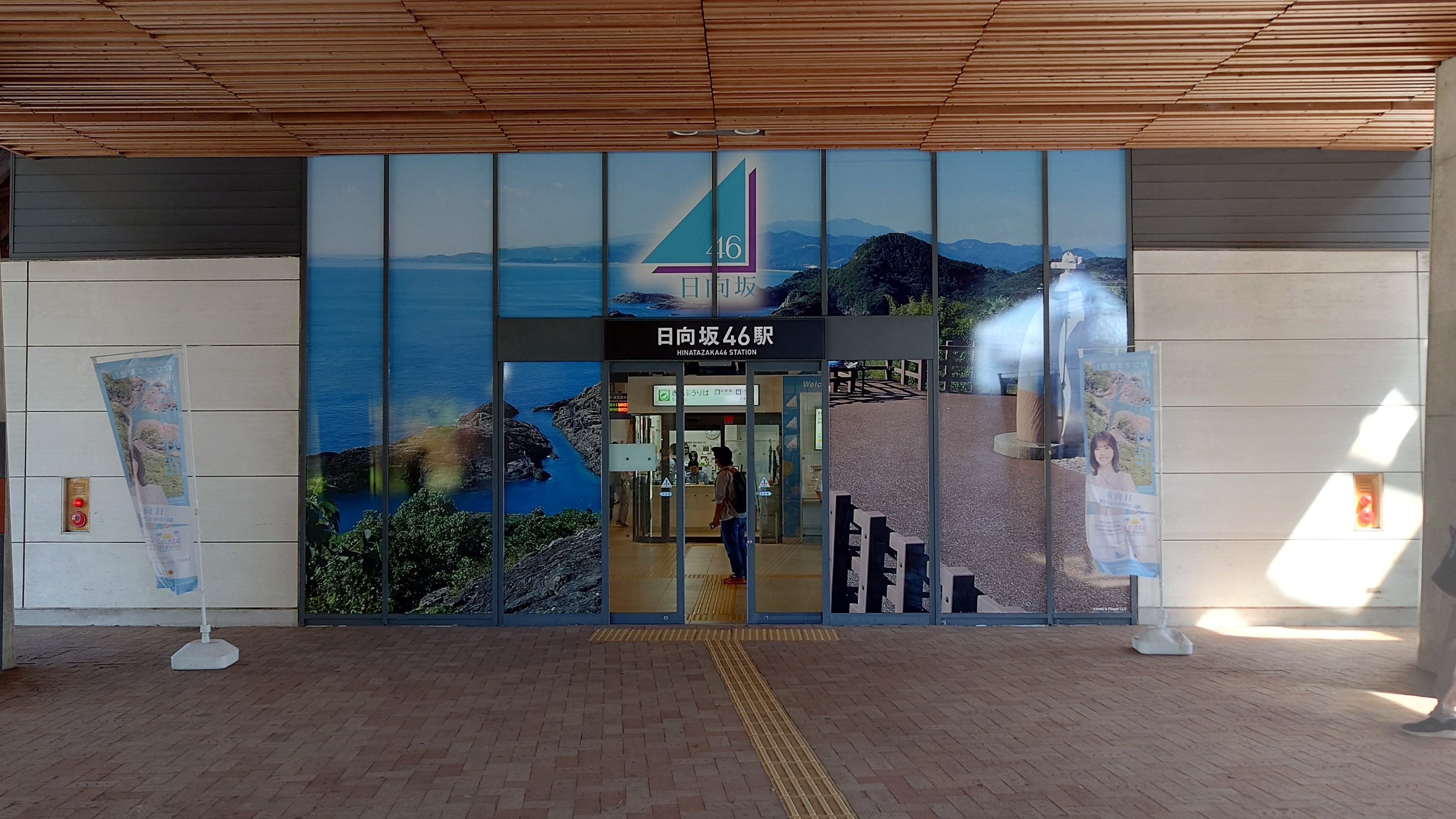
期間限定で日向坂46駅となった駅舎。

## 駅構造
現在の駅舎は、建築家の内藤廣や東京大学の篠原修など建築や都市の専門家・鉄道関係者・行政関係者・市民たちが協力し、10年以上にも及ぶ期間を経て完成した。地元から杉材の活用を強く要望されたため、杉を使用している。高架駅にもかかわらず木造を思わせる造りになっており、高架下の駅本屋内部も杉を前面に押し出したデザインで統一されている。島式ホーム1面2線の高架駅で、ホームは比較的広い。エレベーターが設置されており、バリアフリー対応である。
2008年（平成20年）9月、鉄道に関係する国際的なデザインコンテストのブルネル賞で最優秀賞を受賞した。耳川流域のスギ材をふんだんに使い、独特の建築様式を取り入れた駅舎が世界で高い評価を受けての受賞である。駅舎の最優秀賞受賞は日本初である。
また、この地元宮崎県産杉材を用いた駅舎を含めた駅周辺の再開発による景観が評価され、国土交通省の2014年（平成26年）度の「都市景観大賞」都市空間部門の大賞に当駅周辺地区が選ばれている。
高架化工事は、日向市駅近辺の踏切による交通渋滞緩和を目的に着手された。結果、2006年（平成18年）12月17日から、宮崎県内では西都城駅・宮崎駅・宮崎空港駅に続いて4番目の高架駅としての供用開始となった。さらに、旧日向市駅に無かった東口が新設され、駅東側からの利便性が向上した。
旧駅舎からはかつて細島港に向けて細島線が分岐していたが廃止された。
JR九州本体による直営駅であり、みどりの窓口が設置されている。
接近メロディーとしてひょっとこ踊りのお囃子が流れる。

### のりば
| のりば | 路線      | 方向 | 行先               | 備考                |
| ------ | --------- | ---- | ------------------ | ------------------- |
| 1      | ■日豊本線 | 上り | 延岡・大分方面     | 一部列車は2番のりば |
| 2      | ■日豊本線 | 下り | 宮崎・宮崎空港方面 |                     |

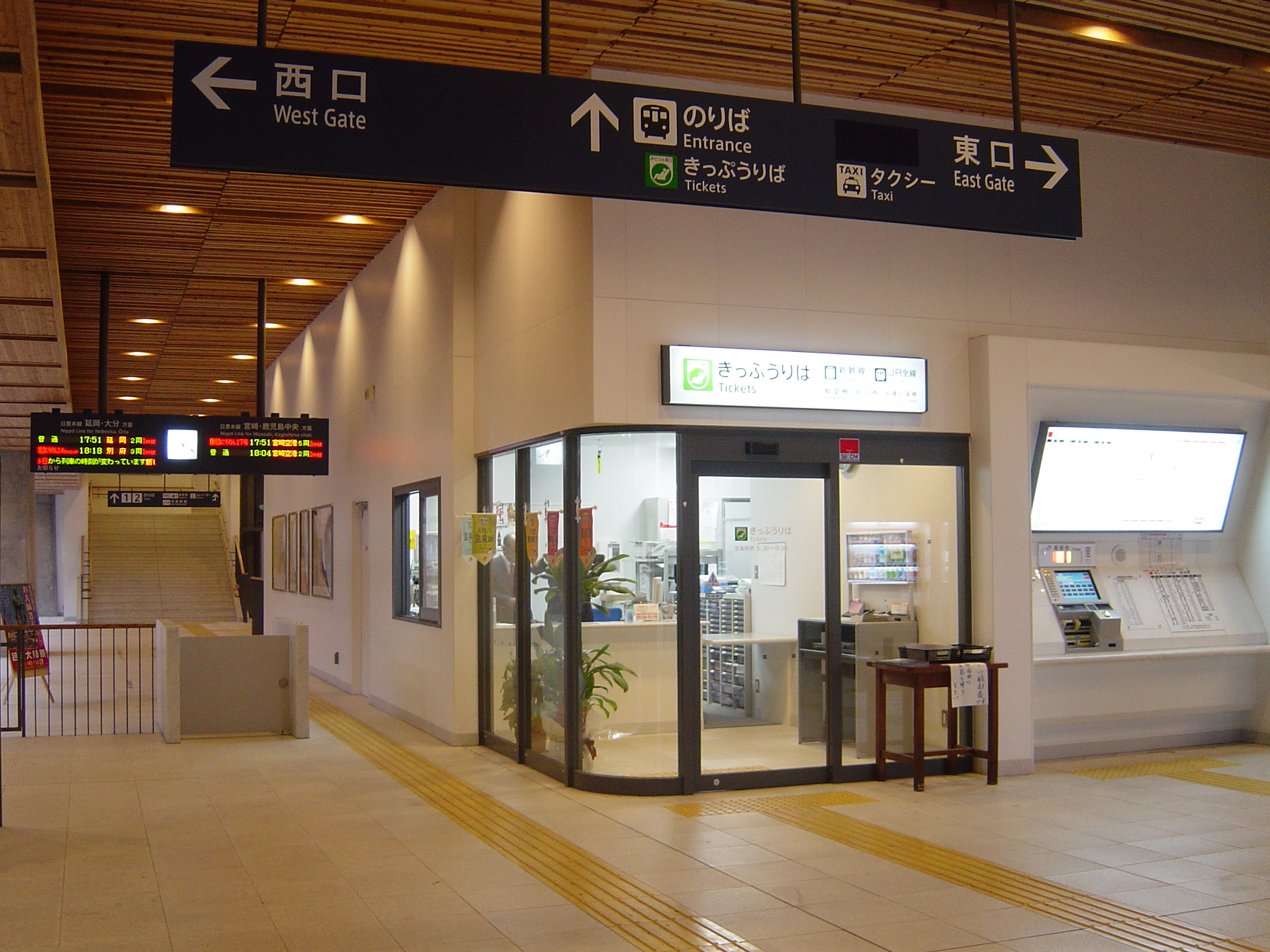
改札口
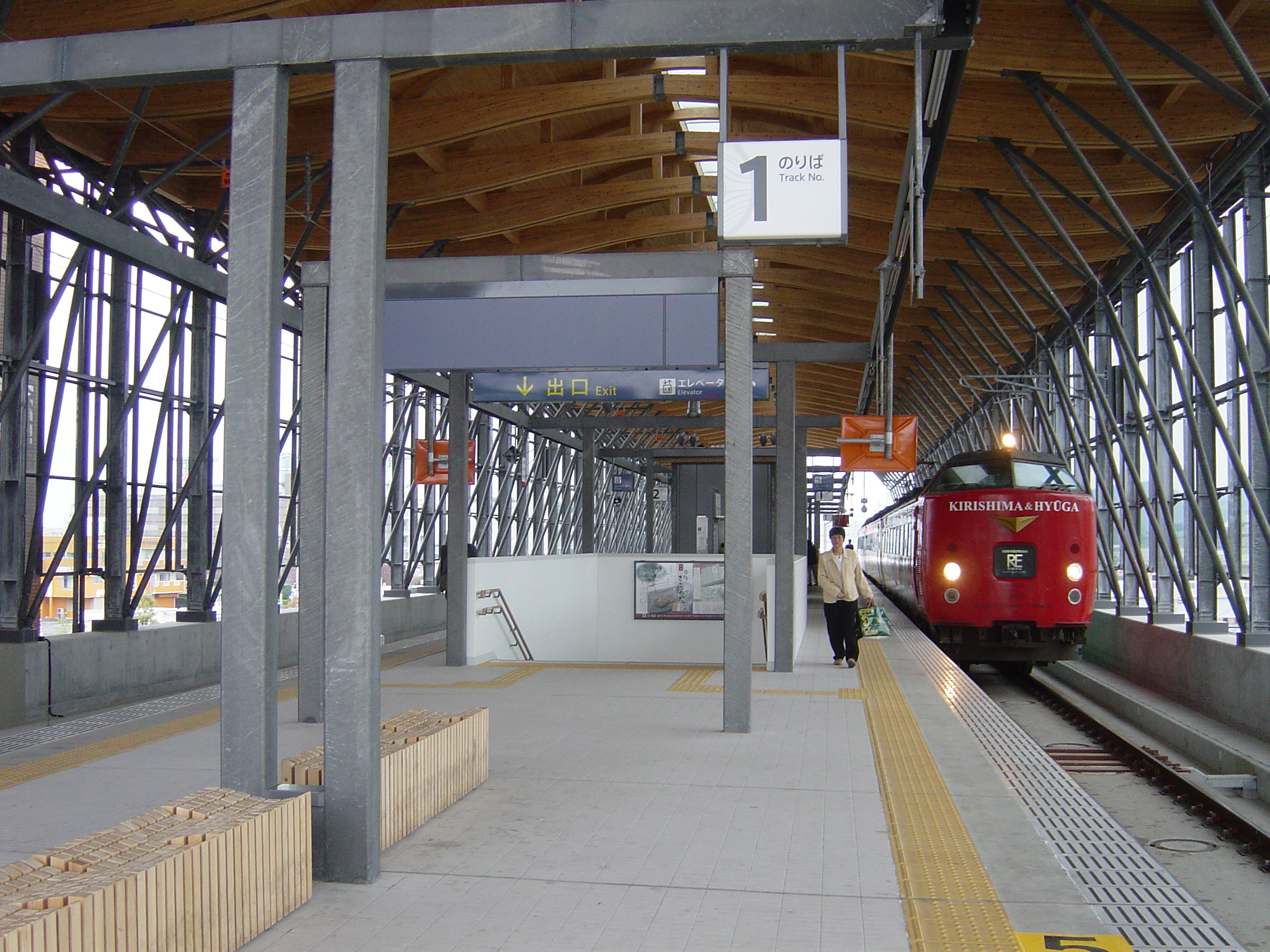
駅構内。特急にちりん22号（485系）が停車中（2007年4月）

## 利用状況
2023年（令和5年）度の1日平均乗車人員は1,215人である。
近年の1日平均乗車人員の推移は以下の通り。
| 年度               | 1日平均 乗車人員 | 出典   |
| ------------------ | ---------------- | ------ |
| 1995年（平成07年） | 1,330            | -      |
| 1996年（平成08年） | 1,315            | -      |
| 1997年（平成09年） | 1,274            | -      |
| 1998年（平成10年） | 1,246            | -      |
| 1999年（平成11年） | 1,295            | -      |
| 2000年（平成12年） | 1,337            | -      |
| 2001年（平成13年） | 1,281            | -      |
| 2002年（平成14年） | 1,242            | -      |
| 2003年（平成15年） | 1,236            | -      |
| 2004年（平成16年） | 1,234            | -      |
| 2005年（平成17年） | 1,278            | -      |
| 2006年（平成18年） | 1,277            | -      |
| 2007年（平成19年） | 1,283            | -      |
| 2008年（平成20年） | 1,306            | -      |
| 2009年（平成21年） | 1,327            | -      |
| 2010年（平成22年） | 1,383            | -      |
| 2011年（平成23年） | 1,396            | -      |
| 2012年（平成24年） | 1,446            | -      |
| 2013年（平成25年） | 1,478            | -      |
| 2014年（平成26年） | 1,394            | -      |
| 2015年（平成27年） | 1,384            | -      |
| 2016年（平成28年） | 1,405            | [ 29 ] |
| 2017年（平成29年） | 1,386            | [ 30 ] |
| 2018年（平成30年） | 1,396            | [ 31 ] |
| 2019年（令和元年） | 1,330            | [ 32 ] |
| 2020年（令和02年） | 1,063            | [ 33 ] |
| 2021年（令和03年） | 1,079            | [ 34 ] |
| 2022年（令和04年） | 1,168            | [ 35 ] |
| 2023年（令和05年） | 1,215            | [ 28 ] |

## 駅周辺
市民参加によるイベントの開催や維持管理活動が行われている。これにより市民や県内外からの来訪者の交流人口が増えているほか、同地区内の定住人口も増加傾向にある。

### 西側
- 都町
  - スーパーセンタートライアル日向店 （倒産した寿屋が使用していた建物に2003年（平成15年）4月2日に出店した[36] ）
  - 都町バス停留所（宮崎交通）

- 上町
  - スーパーマーケットながの屋 日向市駅前店
  - 鹿児島銀行日向支店
  - 日向商工会館
  - 日向農園
- 本町
  - 勤労青少年体育センター
  - 勤労青少年ホーム
  - 日向市役所
  - 日向第一ホテル
  - 武道館
  - 放送大学宮崎学習センター
  - 宮崎銀行日向支店
- 中町
  - 中央公民館
  - 文化交流センター
- 南町
  - 日向簡易裁判所
  - 宮崎家庭裁判所日向出張所

### 東側
- 国道10号
- 細島港
- 鶴町
  - 日向市駅東口バス停留所（宮崎交通、ぷらっとバス、ハッコートラベル）
  - 宮崎県警 日向警察署
  - 日向郵便局
  - 宮崎銀行日向東支店
  - 高鍋信用金庫日向支店
  - 宮崎県立富島高等学校
- 向江町
  - 和田病院
- 原町
  - コア21
  - 宮崎太陽銀行日向支店
  - ダイソー日向原町店
- 財光寺
  - ヤマダデンキテックランド日向店
- 日知屋
  - 宮崎北部森林管理署
  - スーパーセンタートライアル日向日知屋店
  - ハイパーモールメルクス日向
    - ミスターマックス日向店
    - ダイソーメルクス日向店
    - クラフトハートトーカイMrMAX日向店
    - Coco壱番屋ミスターマックス日向店
    - 九州筑豊ラーメン山小屋ミスターマックス日向店
    - ナムコランド日向店
    - マンガ倉庫日向店
- 日知屋古田町
  - 千代田病院
  - イオンタウン日向
    - 山形屋ギフトショップ日向
- 細島
  - 妙国寺庭園
  - 願いが叶うクルスの海

## バス路線
東口前ロータリーに各社バスの発着する「日向市駅東口」停留所が設置されている。西口前にはバス停留所がないが、西口より約200m西側に宮崎交通「都町」バス停、約200m北西に同「北町」バス停が設置されている。
日向市より西側の山間部地域（旧東郷町・美郷町・諸塚村・椎葉村）への宮崎交通バスは上記のどの停留所からでも利用可能であるが、延岡・細島方面への宮崎交通バスは日向市駅東口は経由しない。
日向市駅東口
- 宮崎交通
  - 門川本町 → 門川駅前 → 黒木 → 宇納間（小原）
  - 道の駅とうごう → 牧水生家 → 神門（浜砂橋）
  - 道の駅とうごう → 池野
  - 道の駅とうごう → 美郷町役場 → 塚原 → 上椎葉（快速便あり）
  - 江良二丁目 → イオンタウン日向
- ぷらっとバス
  - 全コース（東1・東2・南1・南2・西1・西2・北1・北2）
- 南部ぷらっとバス
  - 日向IC → 美々津
- ハッコートラベル
  - 高速バス「ハッコーライナー」福岡（HEARTSバスステーション博多）

都町・北町
- 宮崎交通
  - 上記日向市駅東口経由の全路線が都町・北町に停車する（ただし上椎葉行きの快速便は都町に停車しない）。下記は日向市駅東口に停車せず都町・北町に停車する路線。
  - 門川本町 → 一ヶ岡 → 延岡駅 → レーヨン
  - 江良三丁目 → イオンタウン日向

## 隣の駅
九州旅客鉄道（JR九州）
■日豊本線
- 特急「にちりん」「にちりんシーガイア」「ひゅうが」停車駅

門川駅 - 日向市駅 - 財光寺駅

### かつて存在した路線
日本貨物鉄道（JR貨物）
日豊本線貨物支線（細島線）
日向市駅 - 細島駅
1972年（昭和47年）までは当駅と細島駅の間に伊勢ヶ浜駅が存在していた。